# مکعب صفر
مکعب صفر (به انگلیسی:Cube Zero) یک فیلم در ژانر وحشت روانشناختی و محصول کشور کانادا است که توسط Ernie Barbarash نوشته و کارگردانی شده‌است. این فیلم سومین قسمت از مجموعه فیلم‌های مکعب است و داستانی مستقل می‌گوید.
اگر چه دو فیلم اول تقریباً در داخل مکعب قرار دارند، اما مکعب صفر در داخل و خارج از مکعب روایت می‌شود.  این فیلم همچنین به اتاق‌های صنعتی طراحی شده و رنگی فیلم اول بازگشته است اما با مجموعه ای تازه و جدید طراحی شده‌است.

## داستان
این فیلم با یک مرد، Ryjkin شروع به تلاش برای فرار از مکعب. او وارد اتاق می‌شود و با مایع اسپری می‌شود که فکر می‌کند فقط آب است. با این حال، هنگامی که او به‌دلیل خارش پشت دستش را می‌پوشاند، گوشتش را از بین می‌برد و از بین می‌رود. این به زودی در سراسر بدن او اتفاق می‌افتد، همان‌طور که بعداً در کف ذوب می‌شود و در نتیجه می‌میرد.
یک مرد به نام اریک تماشا یک خوراک ویدئویی از این را در یک اتاق مشاهدات با یک همکار به نام Dodd. پس از آن، اریک نشان می‌دهد که یک پرتره از داود را در قالب یک ابرقهرمان به نام Chessman، در حالی که در همان زمان با شطرنج بازی می‌کند، طراحی می‌کند. Dodd هیئت مدیره شطرنج در مقابل او است، اما اریک در جدول دیگری است، به سادگی کشیدن و نامگذاری حرکت او. اریک به نظر می‌رسد بسیار هوشمند است، محاسبه تمام حرکت‌های Dodd است. پس از اینکه اریک برنده شد، او سوالاتی راجع به داود در مورد همکاران گمشده اش می‌پرسد. Dodd می‌گوید که او سوالات زیادی را مطرح نکرده و با اشخاص مکعب مشغول به کار نیست، زیرا «کسانی که در طبقه بالا» راضی نیستند.
هر دو Eric و Dodd دریافت سفارش از «طبقه بالا» است که از آن‌ها می‌خواهد برای رکورد رؤیای یک موضوع، Cassandra Rains. در رؤیای او، اریک می‌بیند که در هنگام راه رفتن در جنگل دلپذیر با دخترش به نام آنا دستگیر شد. پس از بیدار شدن، کاساندرا با اشغالگران دیگر مکعب ملاقات می‌کند. یکی از مردان، رابرت هاسکل، خلع سلاح در پیشانی خود را مانند سربازی که کاساندرا را دستگیر کرده‌است. با این حال، هاسلل، مانند هر کس دیگری، هیچ خاطره ای از زندگی قبلی خود ندارد یا اینکه او آنجا را پیدا کرد - تنها نام او را می‌داند. با توجه به آنچه اریک و داند می‌دانیم، هر کس در مکعب با یک حکم اعدام مواجه شد و با یک انتخاب ارائه شد: به مکعب بروید و حافظه خود را کاملاً پاک کنید یا حکم اعدام را بگیرید. برای این فرایند، باید یک فرم رضایت منحصر به فرد برای کسی که در مکعب قرار داده شده امضا کند. اریک متوجه شد که در پرونده کاساندرا هیچ فرم رضایت وجود ندارد و با داود ادعا می‌کند که آن‌ها باید «در طبقه بالا» در مورد این موضوع به مردم اطلاع دهند. در همین حال، اریک و داود، از طریق «آسانسور» از طبقه بالا، «ناهار» را در قالب یک قرص طعم دار می‌کنند.
فقط زمانی که اریک در مورد برقراری تماس به سرپرست، تلفن زنگ می‌زند. آن‌ها دستور داده شده‌است که "روش خروج" را برای یک موضوع که به یکی از خروجی‌های مکعب رسیده‌است، انجام دهد؛ یکی از همکاران سابق خود، اوون. در طول فرایند خروج، اوون می‌پرسد آیا او نام او را به یاد می‌آورد، و او به درستی جواب می‌دهد. اوون سپس از او خواسته می‌شود که آیا او به خدا اعتقاد دارد، که او می‌گوید نه، که اریک را به فشار دکمه «نه» فشار می‌دهد که بلافاصله اوون را سوزاند. اریک با Dodd در مورد سرنوشت اوون استدلال می‌کند که در آن او می‌گوید که او گفت «نه» و هیچ‌کس گفت بله. اریک متوجه می‌شود که مکعب غیرانسانی است و کسانی که در طبقه بالا قرار دارند، مردم را در مکعب به صورت تصادفی بدون رضایت قرار می‌دهند. او تصمیم می‌گیرد برای وارد شدن به مکعب برای کمک به کاساندرا از آن فرار کند. او Dodd را اخراج می‌کند و وارد آسانسور می‌شود، که فقط سه دکمه دارد: "UP"، به اتاق "طبقه بالا"؛ "MIDDLE"، با اشاره به دفتر آنها؛ و "پایین"، به یکی از ورودی‌های مکعب، که او انتخاب می‌کند.
جکس، یکی از ناظران مکعب که کارکنان را نظارت می‌کند، و دو تحلیلگر خود را از «طبقه بالا» می‌برد تا اریک را از کمک به کااساندرا متوقف کند، اما علی‌رغم تلاش‌های آن‌ها برای متوقف کردن آنها، اریک و کاساندرا با کمک Dodd، که کنترل پنل سرویس مکعب را خراب می‌کند. او سپس یک دستگاه متصل‌کننده اصلی برای دوربین‌های داخل مکعب را در یک اقدام ناگهانی فرو برد. جکس او را فلج می‌کند و سرش را به آرامی باز می‌کند، دستگاه جابجایی را بازی می‌کند. خرابکاری مکعب را ناتوان می‌کند، و هر تله ای را که اریک را برنامه‌ریزی کرده‌است خاموش می‌کند. او به کاساندرا اطلاع می‌دهد که آن‌ها فقط ۱۰ دقیقه برای فرار از قبل از ورود مکعب به «حالت بازنشانی»، که اتاق را با تبخیر همه چیز در داخل استریل می‌کند.
هاکول به آن‌ها هجوم می‌آورد وقتی اریک و کاساندرا به «اتاق خروج» می‌رسند. آن‌ها با استفاده از یک خروجی کمکی مخفی فرار می‌کنند، همان‌طور که مکعب وارد «حالت بازنشانی» می‌شود که Haskell را تبخیر می‌کند. آن‌ها به یک دریاچه فرار می‌کنند و در جنگل به پایان می‌رسند؛ با این حال، سربازانی که به دنبال آن‌ها هستند، وارد شده‌اند. کاساندرا موفق به فرار می‌شود، اما اریک توسط یک دزد شلیک می‌شود و عبور می‌کند.
اریک در یک اتاق عمل از خواب بیدار می‌شود و با Jax مواجه می‌شود، که نشان می‌دهد که کاستر ممکن است دور از دسترس باشد. او ادعا می‌کند که اریک به جرم «خیانت» و «خرابکاری» علیه «کشور و خدا [اریک] شما» متهم است و همچنین به او می‌گوید «حکم شما برای دو زندگیت دیگر افزایش یافته‌است». جکس ادعا می‌کند که اریک در دادگاه محکوم شده‌است و فرم رضایت او را نشان می‌دهد و می‌گوید او سال‌ها پیش به عنوان یک موضوع آزمایشی پذیرفته شده اما به یاد نمی‌آورد. بر خلاف اراده او، مغز او جراحی تغییر می‌کند، همان‌طور که اریک رویاهای خود را در مورد کاساندرا مجدداً با دخترش در آغوش می‌گیرد و اریک را به عنوان یک ابرقهرمان ستایش می‌کند. اریک سپس لابوتومیزه می‌شود و دوباره در مکعب قرار می‌گیرد. پس از اصلاح مغز، اریک با اختلالات روحی روبرو است. او بارها و بارها رنگ اتاق را ذکر کرده‌است و در دست راست او تکراری است. او توسط اسیران جدید مکعب پیدا شده‌است که تعجب می‌کند که چگونه او احتمالاً جان سالم به در برد، که بازنمایی اولیهٔ کازان را در اولین فیلم نشان می‌دهد، اشاره می‌کند که او و کازان ممکن است همان شرایط را داشته باشند یا حتی یک شخص باشند (در DVD کارگردان ارنی بارباراش، کارگردان فیلم Ernie Barbarash، اظهار داشت که آن‌ها نباید یک شخصیت باشند، و مشخص است که شاید او نیز یک تکنسین مانند ویون بوده و تحت همان روش روحی قرار داشته باشد، بسیار شبیه ابزارهایی است که مسئول مکعب هستند. ساختار مشابه)

## بازیگران
زاکری بنت به عنوان اریک وین، یک تکنسین جوان مکعب است. فرزند شگفت‌انگیز و نابغه، او جدیدترین استخدام برای مکعب است.
دیوید هوبند به عنوان داود، یک تکنسین ارشد مکعب است که با شخصیت وینن در مورد شخصیت دائمی خود در مورد او اختلاف نظر دارد.
استفانی مور به عنوان کاساندرا رایس، یک تظاهرکننده سیاسی در مکعب تله افتاده‌است.
مایکل رایلی به عنوان Jax، سرپرست ارشد مکعب، با یک چشم مصنوعی نصب شده‌است.
مایک «نگ» نهرگنگ به عنوان میر هولد، مردی که در مکعب به دام افتاده‌است.
تری هاوکس به عنوان جلیکو، یک زن در مکعب به دام افتاده‌است.
ریچارد مک میلن به عنوان بارتوک، مردی که در مکعب به دام افتاده‌است.
تونی مونچ به عنوان اوون، یک تکنسین ارشد مکعب در مکعب قرار گرفته‌است.
جاسمین جلیجو به عنوان ریجکین، مردی که در مکعب به دام افتاده‌است.
جاشوا صلح به عنوان فین.
دیگو کلاتن هوف به عنوان کوجی.
الکسی فیلیپوس به عنوان آنا.
سندی راس به عنوان چاندلر.
دینو بللیساریو به عنوان اسمیت.
اشلی جیمز مک کوا.
فرناندو کوری به عنوان دکتر مرد.
Araxi Arslanian به عنوان دکتر زن.

## دریافت
بررسی‌ها بیشتر مثبت بوده‌اند، از جمله اعلامیه‌های مثبت از JoBlo.com، راهنمای فیلم AMC، گفتگوی دی وی دی و Bloody Disgusting، [۱] [۲] [۳] با Bloody Disgusting گفت که "مکعب: صفر بهترین نیست سری، اما نزدیک می‌شود. "[۴]